# Hepatitis C-virus
Hepatitis C-virus (HCV) er en lille (55–65 nm), kappebærende +ssRNA-virus, dvs. positiv-sense enkeltstrenget RNA-virus af familien Flaviviridae. Hepatitis C-virus forårsager hepatitis C og som oncovirus nogle kræftforme såsom leverkræft og lymfeknudekræft i mennesker.